# Brezje (Radovljica)

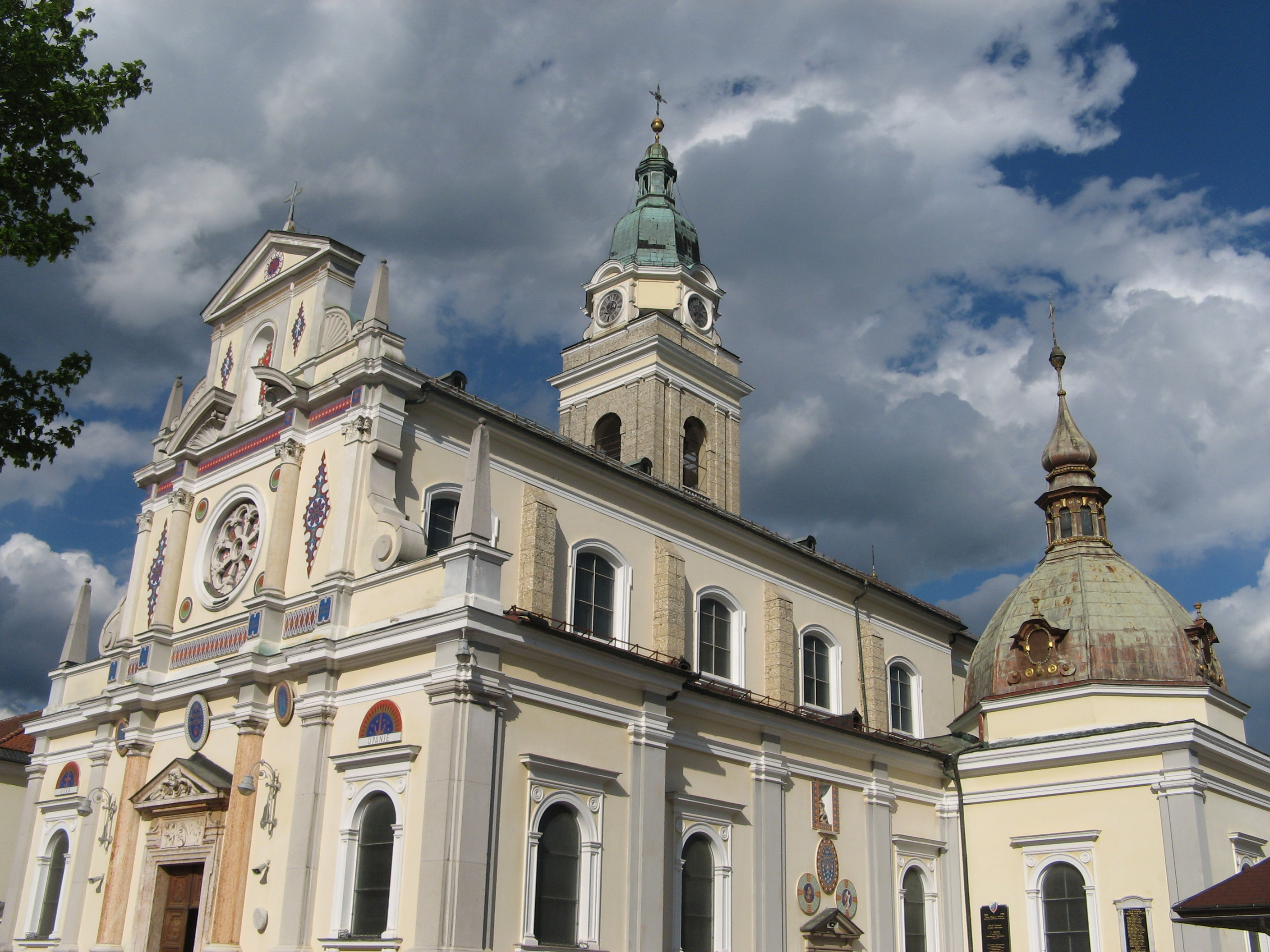
Wallfahrtskirche Maria Hilf in Brezje

Brezje (auch Brezje na Gorenjskem, dt.: Pirkendorf in der Oberkrain) ist ein Dorf in der slowenischen Gemeinde Radovljica in der Region Gorenjska. Es liegt nordwestlich der Stadt Kranj, 485 Meter über dem Meeresspiegel, und hat 493 Einwohner (Stand 2002).
Brezje wurde erstmals im 11. Jahrhundert erwähnt und gilt heute als wichtigster Wallfahrtsort Sloweniens. Die heutige Wallfahrtskirche, die Basilika St. Veit (Bazilika Sv. Vida), wurde im Jahr 1900 geweiht, geht jedoch auf ältere Kirchen an derselben Stelle zurück. Im Volksmund wird die Basilika aufgrund des dort befindlichen und angeblich Wunder wirkenden Marienbildes auch Maria Hilf (Marija Pomagaj) genannt. Das vom slowenischen Maler Leopold Layer (1752–1828) im Jahr 1814 geschaffene Bild basiert auf dem Gnadenbild Mariahilf von Lucas Cranach dem Älteren, das sich im Innsbrucker Dom befindet. Papst Johannes Paul II. erhob die Wallfahrtskirche im Jahr 1988 zur Basilica minor und besuchte sie 1996. Der Platz vor der Kirche stammt vom berühmten slowenischen Architekten Jože Plečnik.